# Tony Robinson
Tony Robinson (Londres, 15 de agosto de 1946) es un actor, cómico, presentador de televisión, escritor y político británico.

## Biografía
Tony Robinson nació en Homerton, en el distrito de Hackney, al noreste de Londres. Alcanzó popularidad en la comedia de situación La víbora negra, donde interpretaba a Baldrick, el lacayo del protagonista, Edmund Blackadder (Rowan Atkinson). La saga, que constaba de cuatro temporadas, fue emitida por la BBC1 entre 1983 y 1989.
Posteriormente, participó en varios proyectos televisivos orientados al público infantil, destacando Maid Marian and her Merry Men, un reinterpretación cómica del mito de Robin Hood. Creada y escrita por él mismo, también interpretó al personaje del Sheriff of Nottingham. La serie se emitió por la BBC1 entre 1989 y 1994.
Desde 1994 Robinson presenta en Channel 4 el programa Time Team, un espacio dedicado al mundo de las investigaciones arqueológicas. En la misma cadena presenta desde 2006 Codex, un concurso ambientado en el Museo Británico.
Al margen de su carrera interpretativa y televisiva, ha escrito 17 libros infantiles.

### Trayectoria política
Entre 1996 y 2000 fue vicepresidente del sindicato de actores británico Equity. En 2000 fue nombrado miembro del comité nacional ejecutivo del Partido Laborista, puesto que ocupó durante cuatro años.

## Principales trabajos

### Cine
- Brannigan (1975), actor
- La historia interminable 3 (1994), actor
- Faries (1999), actor de voz

### Televisión

#### Series
- La víbora negra (1983-1989), actor
- The Young Ones (1984), actor (1 episodio)
- Maid Marian and her Merry Men (1989-1994), creador, guion y actor
- My wonderful life (1997-1999), actor
- Terry Pratchett's Hogfather (2006), actor
- Big Top (2009), actor
- Hotel Babylon (2009), actor (1 episodio)

#### Programas
- Time Team (1994-actualidad), presentador
- Codex (2006-2007, 2011-actualidad), presentador

#### Documentales
- Romans  (2003), presentador
- Britain's Real Monarch (2004), presentador
- Catastrophe  (2008), presentador
- Man on Earth (2009), presentador